# Frama
Frama es una localidad española del municipio de Cabezón de Liébana, perteneciente a la comunidad autónoma de Cantabria. 

## Geografía
La localidad está situada a 316 m s. n. m. y a 1,8 kilómetros de la capital municipal, Cabezón de Liébana. Entre esta localidad y Cambarco hay un bosque de alcornoques conocido como «alcornocal de Frama».

## Historia
Hacia mediados del siglo XIX, el lugar, ya por entonces perteneciente al municipio de Cabezón de Liébana, tenía contabilizada una población de 190 habitantes, repartidos entre los barrios de Frama, Lubayo y Valverde. Aparece descrito en el octavo volumen del Diccionario geográfico-estadístico-histórico de España y sus posesiones de Ultramar de Pascual Madoz con las siguientes palabras:

FRAMA: l. ó concejo en la prov. de Santander, part. jud. de potes, dióc. de Leon, aud. terr. y c. g. de Burgos, ayunt. de Cabezon de Liébana. Se compone de tres barrios llamados Frama, Lubayo y Valverde: sit. el primero á las márgenes del r. Bullon ó Valdeprado en un barranco y entrada del valle de este nombre; Lubayo en un vallecito que se forma á la izq. de dicho r. pero á mayor altura que el anterior, y Valverde en la misma ladera algo mas abajo y bastante separado de los demas; su clima es tambien vario segun su posicion: el barrio de Frama es menos frio que los demas por batirle mas el sol. Componen los tres barrios 68 casas: de estas 57 pertenecen á Frama, 7 á Lubayo y las 4 restantes á Valverde; hay escuela de primeras letras dotada con 500 rs. y la retribucion de los 25 niños de ambos sexos que la frecuentan; igl. parr. (San Bartolomé), servida por un cura de ingreso y presentacion de varias voces gentilicias; una ermita (Ntra. Sra. La Blanca) en los afueras; y buenas aguas potables. En el barrio de Lubayo se ven los restos de la ant. igl. parr. y dos olivos de tiempo inmemorial, que retoñan aun á pesar de su vejez y de hallarse continuamente roidos por los animales. Confina N. San Sebastian y Potes; E. Caecho y Cambarco; S. Cabezon, y O. Tudes, todos á 1/4 leg. con corta diferencia. El terreno es montuoso, solo se aprovechan para el cultivo los espacios comprendidos entre uno y otro barrio; los cereales se destinan para los sitios mas entre llanos; en pendientes á veces rapidísimas, se cultiva la vid con sumo trabajo. Los montes estan poblados de alcornoque y haya. Los caminos son carreteros, se encuentran en malisimo estado y dirijen á los pueblos limítrofes: recibe la correspondencia en Potes. prod.: trigo, cebada, legumbres, maiz, patatas, frutas y vino; cria ganado lanar, cabrio, vacuno y de cerda; caza de liebres, perdices, jabalies, zorros, osos y lobos, y pesca de truchas y anguilas. ind.: 3 molinos harineros y algun telar de lienzos caseros. comercio: se estrae vino y corcho, cuya salida será mas abundante si se llega á llevar á efecto la construccion del camino de Sierras-albas; se importan granos, bien de Castilla, bien de Potes. pobl.: 91 vec., 190 alm. contr. con el ayunt.
(Madoz, 1847, pp. 163-164)

## Demografía
En 2024, la entidad singular de población de Frama tenía empadronados 120 habitantes, todos ellos en el núcleo de población de ese nombre.
| 2000 | 2001 | 2002 | 2003 | 2004 | 2005 | 2006 | 2007 | 2008 | 2009 |
| ---- | ---- | ---- | ---- | ---- | ---- | ---- | ---- | ---- | ---- |
| 119  | 134  | 133  | 136  | 139  | 141  | 156  | 166  | 161  | 180  |

Fuente: INE